# Rehlingen-Siersburg
Rehlingen-Siersburg er en kommune i Landkreis Saarlouis i Tyskland med 14.469 indbyggere (2018-12-31)
. Kommunen ligger ved landegrænsen til Frankrig i dalen omkring Nied, en biflod til Saar.

## Navngivne samfund i Rehlingen-Siersburg
- Biringen
- Eimersdorf
- Fremersdorf
- Fürweiler
- Gerlfangen
- Hemmersdorf
- Niedaltdorf
- Oberesch
- Rehlingen/Saar
- Siersburg